# Agrostis billardierei
Agrostis billardierei é uma espécie de gramínea do gênero Agrostis, pertencente à família Poaceae.